# Run for Cover (film)
Run for Cover is een Amerikaanse western uit 1955 onder regie van Nicholas Ray. De film werd destijds uitgebracht onder de titel Het laatste vuurgevecht.

## Verhaal
Matt Dow is een ex-gevangene. Hij maakt echter zoveel indruk op de inwoners van een dorpje in het Wilde Westen hem vragen om sheriff te worden. Zijn verbitterde vriend Davey Bishop wordt zijn hulpje, maar hij blijft rusteloos en opstandig.

## Rolverdeling
| Acteur          | Personage          |
| --------------- | ------------------ |
| James Cagney    | Matt Dow           |
| Viveca Lindfors | Helga Swenson      |
| John Derek      | Davey Bishop       |
| Jean Hersholt   | Mijnheer Swenson   |
| Grant Withers   | Gentry             |
| Jack Lambert    | Larsen             |
| Ernest Borgnine | Morgan             |
| Ray Teal        | Sheriff            |
| Irving Bacon    | Scotty             |
| Trevor Bardette | Paulsen            |
| John Miljan     | Burgemeester Walsh |
| Gus Schilling   | Doc Ridgeway       |